# Antwerpenpolder
De Antwerpenpolder is een polder ten noorden van Zuidzande, behorende tot de Polders van Cadzand, Zuidzande en Nieuwvliet.
De polder ontstond door een bedijking van schorren in het Strijdersgat, wat een zijgeul van het Zwarte Gat was. De naam van de polder heeft niets van doen met de stad Antwerpen, maar is -evenals die van de stad, trouwens- afkomstig van aanworpe, of aangewassen land. In documenten uit die tijd is sprake van de polre van anworpe. De polder heeft een oppervlakte van 169 ha.
Direct ten zuiden van de polder ligt de kom van Zuidzande, en ook de buurtschap Akkerput ligt aan de rand van de polder.
De polder wordt begrensd door de Molenweg, de Knokkertweg, de Akkerweg, de Akkerput, de Smidsedijk en de Smidsweg.